# Serving
Serving (englisch Servieren) ist ein englischsprachiges Lied, das von der maltesischen Sängerin Miriana Conte interpretiert wurde. Mit dem Titel vertrat sie Malta beim Eurovision Song Contest 2025 in Basel. Der von ihr mit Benjamin Schmid, Matt Mercieca und Sarah Fullerton geschriebene Titel trug in einer früheren Fassung den Namen Kant (maltesisch Singen).

## Hintergründe
Conte nahm im Januar 2025 an der maltesischen Vorentscheidung zum Grand Prix teil, dem Malta Eurovision Song Contest 2025 von PBS. Im zweiten Halbfinale am 6. Februar 2025 qualifizierte sie sich für das Finale am 8. Februar. Während sie in der Juryabstimmung lediglich Zweite wurde, gewann sie die Telefonabstimmung und entschied den Wettbewerb mit insgesamt 182 Stimmen für sich.
Das Lied wurde von Conte gemeinsam mit Benjamin Schmid, Matt Muxu Mercieca und Sarah Evelyn Fullerton getextet und komponiert. Die Produktion erfolgte ausschließlich durch Schmid, der auch das Mastering und die Abmischung übernahm. Ebenfalls beteiligt (Sound Design) war der Malta-ESC- und Junior-ESC-Teilnehmer Daniel Testa.

## Inhaltliches
Der Titel ist stark durch eine elektronische Instrumentierung geprägt, insbesondere ist die dominante elektronische Perkussion zu nennen. Der Text besteht aus zwei Strophen mit einem Refrain, der den Titel enthält, sowie einem Pre-Chorus und einer Bridge kurz vor der letzten Wiederholung des Refrains. Während in der ursprünglichen Version der Titel Kant deutlich ausgesprochen wird, so wurde er in Serving komplett entfernt. Laut dem Komponisten Schmid war die Aussprache ein Wortwitz, von dem noch eine gewisse Andeutung erkennbar ist.
Laut Conte habe ihre Aufmerksamkeitsdefizit-/Hyperaktivitätsstörung die Inspiration zum Titel gegeben, und sie erklärte, wie sie in ihrer Vergangenheit von verschiedenen Seiten dazu aufgefordert wurde, „still zu sitzen“ und die „Hände beisammen zu halten“, und als „unartig“ bezeichnet wurde. Trotz der Konzentrationsstörungen seien Musik und das Singen die einzigen Dinge gewesen, auf die sie sich hatte fokussieren können. Conte meinte weiterhin, dass „Kant“ lediglich auf das Singen bezogen sei, aber dass das ähnlich klingende englischsprachige Wort in der LGBT-Gemeinschaft als „Charisma, Unique, Nerve und Talent“ zu verstehen sei und diese Bedeutung möglicherweise nicht verstanden werde.

## Veröffentlichung
Der Titel Kant wurde am 10. Januar 2025 als Musikstream veröffentlicht. Die neue Version Serving wurde mit einem Musikvideo, gedreht von Steven Levi Vella, am 15. März präsentiert. Das Video enthält außerdem ein Sample der Stimme von Faisal Islam bestehend aus der Textzeile „Serving brunch, maybe, I don’t know“ (siehe Rezeption). Die neue Version erschien am 23. April 2025 mitsamt einer Instrumental-Version sowie der ursprünglichen Fassung auf einer EP.
Am 9. April veröffentlichte Conte eine reduzierte Live-Version mit ehemaligen Teilnehmern des Malta Eurovision Song Contest als Begleitsänger, die im Archäologischen Nationalmuseum in Valletta aufgenommen wurde.

## Beim Eurovision Song Contest

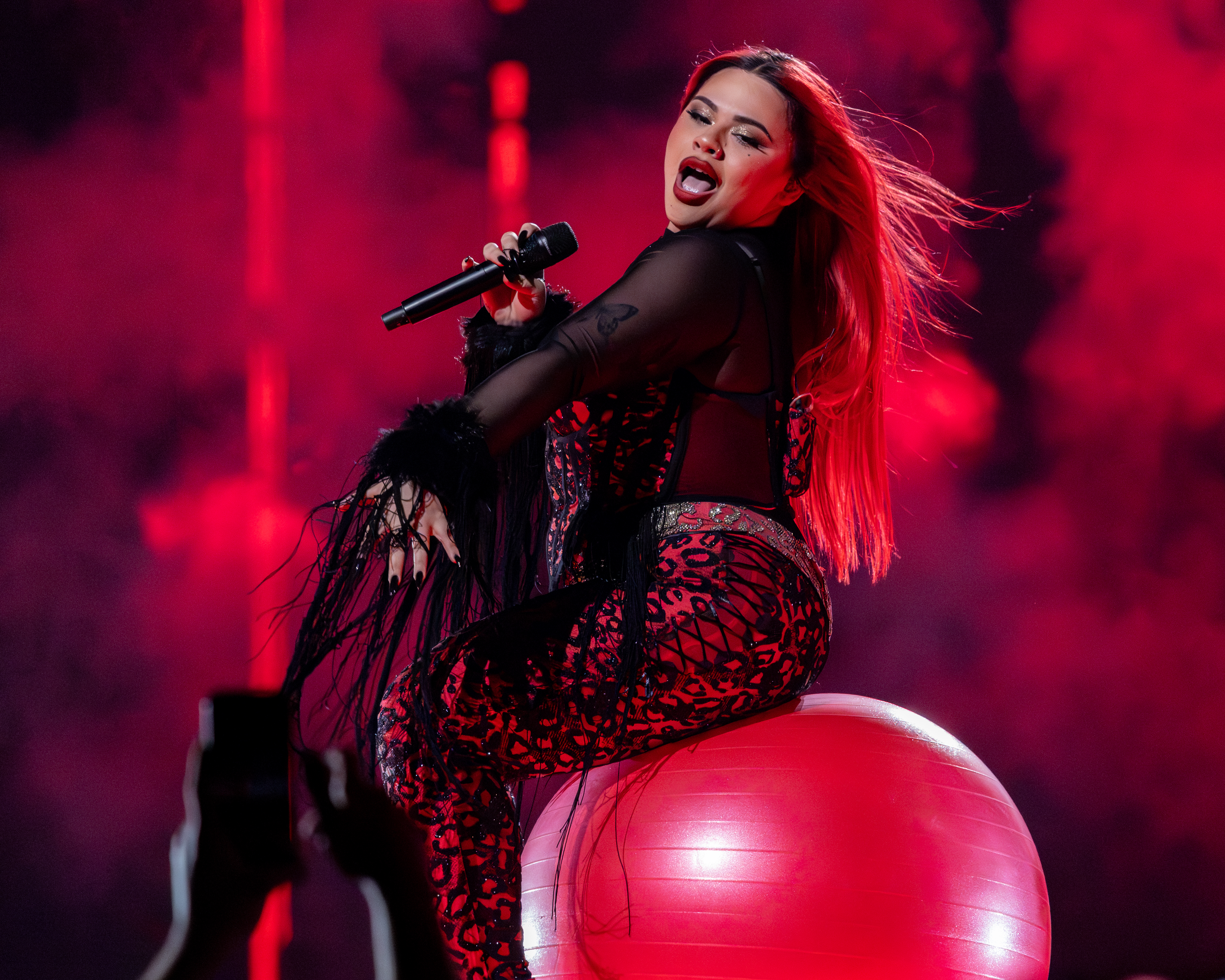
Conte beim Eurovision Song Contest 2025

Mit dem Titel nahm Malta am Eurovision Song Contest teil. Das Land trat hierbei als Startnummer 9 des zweiten Halbfinales am 15. Mai 2025 an. Es konnte sich erfolgreich für das Finale qualifizieren. Von Startnummer 20 aus erreichte Malta 91 Punkte, was in einem 17. Platz resultierte.

## Rezeption

### Kontroverse um den Liedtitel
Wegen der Homophonie des ursprünglichen Liedtitels Kant mit dem Vulgärausdruck cunt (dt. Fotze) ließ die BBC Mitte Februar 2025 verlauten, dass der Song im Radio weder gespielt noch genannt werden dürfe. Conte schloss zu dem Zeitpunkt eine Änderung des Titels noch aus. Weiterhin erklärte sie im Interview mit Faisal Islam von der BBC, der Titel Kant könne auf verschiedene Arten gelesen werden, und bedauerte die Einmischung eines fremden Rundfunks. Sie versicherte, dass sie nie die Absicht hatte, jemanden zu beleidigen. Dennoch wurde sie Anfang März von der Europäischen Rundfunkunion (EBU) aufgefordert, den Songtitel zu ändern, da es nicht erlaubt sei, ihn in der bisherigen Form aufzuführen. Die BBC gab offiziell jedoch nicht zu, hinter der Entscheidung der EBU zu stehen. Der maltesische Kulturminister Owen Bonnici kündigte daraufhin mögliche rechtliche Schritte gegen die EBU an. Gleichzeitig wurden verschiedene Referenzen des Titels aus dem Internetauftritt des Wettbewerbs entfernt.

### Medienstimmen
Die Deutsche Presse-Agentur erläuterte, dass „in der queeren Szene […] die Redewendung ‚serving cunt‘ durchaus auch positiv konnotiert“ sei. Die Times of Malta lieferte eine ähnliche Interpretation und erwähnte dabei auch, dass kein Zusammenhang mit Immanuel Kant gegeben sei. Giulia Magri sammelte Reaktionen aus dem Internet, die einerseits den professionellen Auftritt Contes am Malta Eurovision Song Contest lobten, während andere kritisierten, dass eine Frau in einem Leopardenanzug auf einem Gymnastikball zum europäischen Wettbewerb geschickt werde.
Tobias Schibilla von T-Online bezeichnete die Entscheidung der EBU als „lächerlich“ und als einen „Angriff auf die Kunstfreiheit“. Er kritisierte, dass das Vereinigte Königreich im Jahr zuvor mit dem Titel Dizzy einen ähnlich anzüglichen Titel geschickt habe und es weder für die BBC noch für eine andere Rundfunkanstalt ein Problem gewesen sei. Weiterhin argumentierte er mit dem versuchten Ausschluss Estlands auf Initiative von Italien im selben Jahr und mit möglichen anderen doppeldeutigen Namen anderer Songtitel und Interpreten.

## Chartplatzierungen
| ChartsChartplatzierungen | Höchstplatzierung | Wochen |
| ------------------------ | ----------------- | ------ |
| Schweiz (IFPI)           | 75 (1 Wo.)        | 1      |